# Andrea Mátay
Andrea Mátay (Hungría, 27 de septiembre de 1955) es una atleta húngara retirada especializada en la prueba de salto de altura, en la que consiguió ser subcampeona europea en pista cubierta en 1980.

## Carrera deportiva
En el Campeonato Europeo de Atletismo en Pista Cubierta de 1979 ganó la medalla de oro en el salto de altura, con un salto por encima de 1.92 metros, superando a la polaca Urszula Kielan (plata con 1.85 metros) y a la alemana Ulrike Meyfarth (bronce con 1.80 metros).
Al año siguiente, en el Campeonato Europeo de Atletismo en Pista Cubierta de 1980 ganó la medalla de plata en el salto de altura, con un salto por encima de 1.93 metros, tras la italiana Sara Simeoni (oro con 1.95 metros) y superando a la polaca Urszula Kielan (bronce también con 1.93 metros pero en más intentos).